# Банка Обь (гайот)
Банка Обь — гайот, представляющий собой плосковершинную подводную гору вулканического происхождения в индоокеанском секторе Южного океана с центральными координатами — 52°20’ ю. ш. 41°15’ в. д.
Банка Обь расположена в 100 морских милях на северо-запад от банки Лена и отделена от неё глубинами порядка 3000 м. Ближайший к банке остров Марион удалён на расстояние порядка 360 миль к северо-западу, острова Крозе расположены в 420 милях на северо-восток, а архипелаг Кергелен — приблизительно в 1100 милях на восток. Наименьшая глубина банки составляет 218 м.
История открытия банки Обь связана с первыми советскими антарктическими экспедициями и программой Международного геофизического года, выполнявшейся в 1955—1957 годах. Эта подводная гора получила своё имя в честь советского дизель-электрохода «Обь», впервые обнаружившего её в огромной Африканско-Антарктической котловине, простирающейся между Антарктидой на юге и Африкой и Южной Америкой на севере.

## Геоморфологическая характеристика

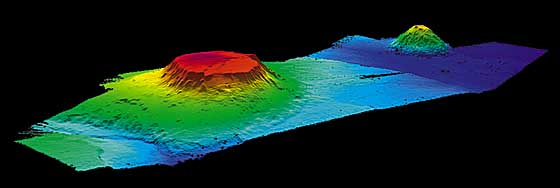
Общие закономерности геоморфологии гайота

Банка Обь, как и банка Лена, расположена в Африканско-Антарктической котловине на возвышенности Конрада — микроконтиненте, отделённом от близлежащих островов и континентов абиссальными глубинами около 5000 м и более. Представляет собой подводную гору с плоской вершиной, с глубинами на вершине, варьирующими от 218 до 430 м. В пределах изобаты 500 м длина банки составляет около 35—37 миль, ширина — 14—18 миль, площадь — около 500 кв. миль.
Вершинная поверхность банки представлена подводными холмами высотой до 25 м, а также бороздами и ложбинами глубиной до 50 м и длиной около двух миль. Западная часть банки и её край довольно холмисты, с высотой холмов до 100 м. Верхняя часть склона банки до глубины 1800—2000 м имеет уклон около 7—12°. С увеличением глубины более 2000 м уклон заметно уменьшается, не превышая 2°.
Грунты на вершине банки в основном представлены серо-зелёным и светло-серым песком, в значительной мере биогенного происхождения, с примесью дресвы, щебня и иногда гравия и гальки. На восточном склоне банки, в понижениях рельефа, встречается светлый илистый песок с примесью ракушки, а вблизи края вершинной поверхности в основном отмечены скопления гальки и валунов. Толщина песчаных отложений не превышает 10 см.

## Климат и особенности погоды
Климат в районе банки Обь характеризуется как субантарктический, а погодные условия идентичны таковым в районе банки Лена.
Температура: Среднегодовая температура воздуха в районе банки близка к 2 °C. В зимний сезон, в июне—августе, средняя месячная температура составляет около 0 °C, летом — в январе—феврале, среднемесячная температура повышается до 4 °C. Погода очень изменчива, в течение короткого промежутка времени температура воздуха может изменяться на 2—12 °C.
Облачность: Небо обычно с плотной облачностью, преобладают слоистые, слоисто-кучевые и слоисто-дождевые облака. Средние месячные значения облачности составляют 7—9 баллов. Повторяемость ясной погоды не превышает 3 %.
Осадки: Среднегодовое количество осадков превышает 2000 мм. Дождь, снежные заряды и туман резко уменьшают видимость, которая порой может сокращаться до 0,1 мили. Наиболее часто ухудшение видимости происходит зимой, в январе—феврале. Снегопады продолжаются от 10—20 минут до нескольких часов.
Ветры: Для района характерны частые и жестокие штормы, с повторяемостью в разные месяца года от 10 % (летом) до 40 % (зимой). Штормы обычно длятся по несколько часов, иногда — несколько суток. Преобладают западные ветры. Скорость штормового ветра может достигать 40 м/с. Средняя скорость ветра в декабре—январе составляет 8 м/с, в июне—октябре — 10 м/с.
Волнение: Во все сезоны года отмечается сильное волнение. В декабре—марте преобладают волны высотой 1,2—3,5 м, в апреле—ноябре — 2—6 м. Зимой нередки волны высотой 8,5 м, а во время штормов — до 12 м.
Айсберги: Встреча с дрейфующими айсбергами — одиночными или в группах, возможна в течение всего года.

## Водные массы и циркуляция вод
В районе банки Обь (как и на банке Лена) выделяют следующие три структурные водные массы: поверхностную антарктическую (самую холодную), промежуточную антарктическую (более тёплую) и глубинную циркумполярную. Первые два слоя, распространяющиеся до глубин, соответственно, 250 и 1000 м, оказывают самое большое влияние (особенно в слое их смешивания, где возникают наибольшие вертикальные температурные градиенты) для создания наиболее оптимальных условий для жизнедеятельности гидробионтов, обитающих на вершинной поверхности банки и её верхних склонах.
Температура: сезонные колебания температуры поверхностного слоя незначительны и в целом изменяются от 0,5 до 3,0 °C. Летний прогрев воды (к марту—апрелю) охватывает верхний слой до глубины 50—100 м, где температура повышается до 2,6—3,0 °C. Придонная температура на вершинной поверхности банки более стабильна и в течение года колеблется от 1,0 до 1,8—2,0 °C
Солёность воды в течение года изменяется незначительно — от 33,7 у поверхности до 34,5 ‰ в придонном слое. Более опреснённая вода (менее 34 ‰) наблюдается в поверхностном слое осенью, в марте—апреле.
Кислород: в поверхностном слое концентрация растворённого кислорода составляет 643—723 мкг-ат/л.

## Планктон
Фитопланктон главным образом представлен в верхнем слое с колеблющимися наибольшим концентрациями (до 753 мг/м³) от самой поверхности до глубины около 50 м. Основу фитопланктона составляют диатомовые водоросли — Chaetoceros, Nitzschia, Thalassiosira, Fragilariopsis, Rhizosolenia и Dactyliosolen.
Зоопланктон распределяется главным образом в верхнем слое — от поверхности воды до вершинной поверхности банки, где его сезонные концентрации обычно варьируют в пределах 50—500 мг/м³. Наибольшие концентрации зоопланктона — до 1000 мг/м³ наблюдаются в летний период, в феврале.

## Бентос
Биомасса бентоса на вершинной поверхности банки довольна высокая — от 0,7 до 188 ;г/м² и в среднем составляет 37 г/м². Наиболее высокие концентрации бентических организмов наблюдаются на глубинах 240—260 м. Большая биомасса бентоса объясняется преимущественным развитием полихет (крупный червь Thelepus cincinnatus, мелкая полихета Amage sculpta, седентарная полихета Serpula narconensis, живущая в известковых трубочках, и др.), офиур (особенно крупных форм родов Ophiurolepis и Ophiocanta), морских звёзд, гидроидов, мшанок и моллюсков (двустворчатый Limopsis marionensis).

## Ихтиофауна
Согласно схеме зоогеографического районирования по донным рыбам Антарктики, предложенной А. П. Андрияшевым и А. В. Нееловым, рыбы, обитающие на талассобатиали банок Обь и Лена, принадлежат к округу Марион-Крозе Индоокеанской провинции Антарктической области. Видовой состав включает более 11 видов, среди которых основу биомассы составляют донные и придонно-пелагические рыбы автохтонного антарктического семейства нототениевых подотряда нототениевидных (Notothenioidei) — патагонский клыкач (Dissostichus eleginoides), чешуеглазая, или серая нототения (Lepidonotothen squamifrons), мраморная нототения (Notothenia rossii) и нототениопс-чиж (Nototheniops tchizh).

## Рыбный промысел

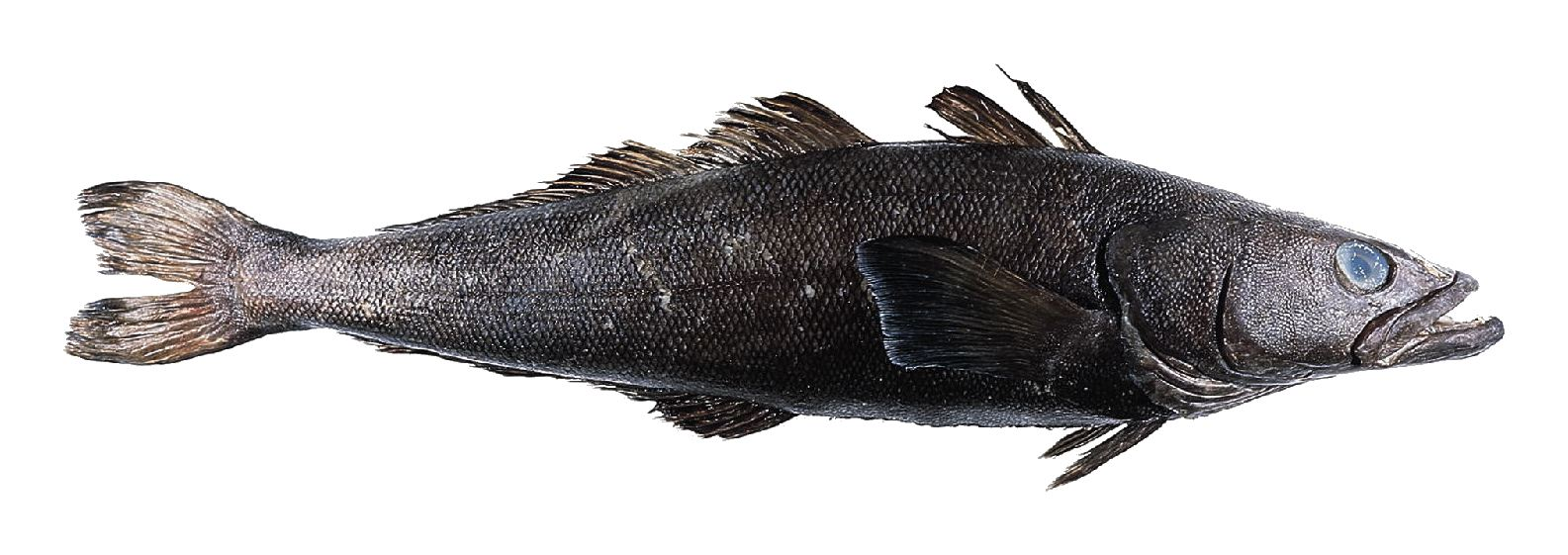
Патагонский клыкач (Dissostichus eleginoides)

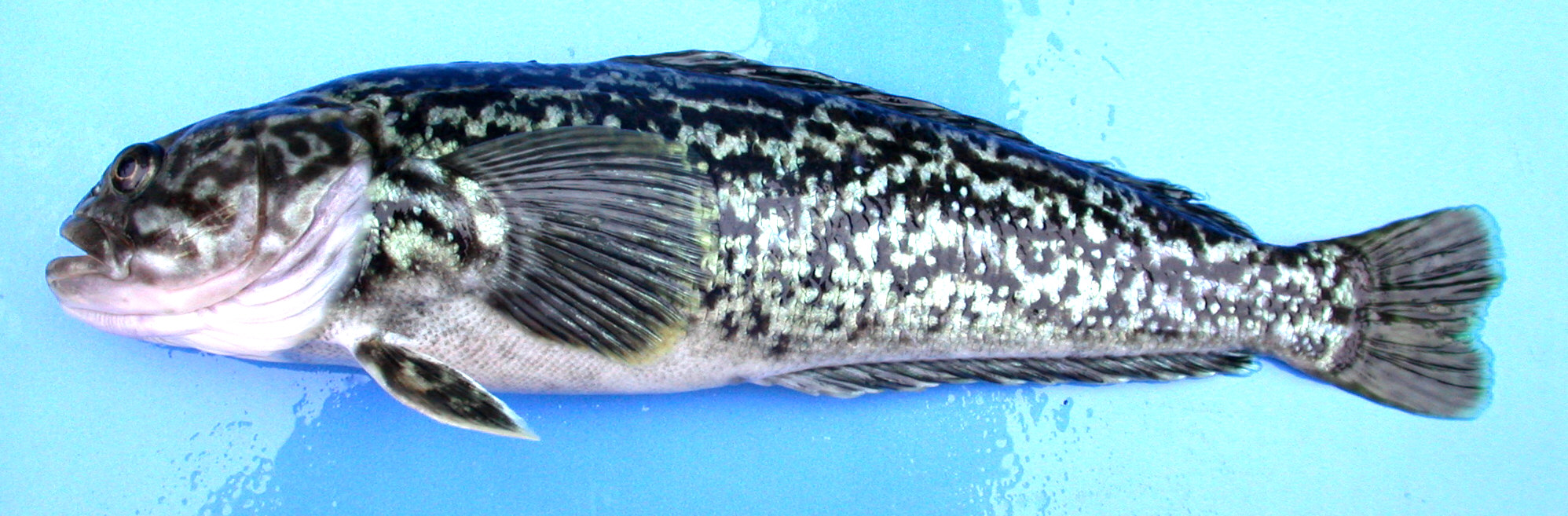
Мраморная нототения (Notothenia rossii)

В конце 70-х — середине 80-х годов минувшего столетия банка Обь рассматривалась как район перспективного круглогодичного рыбного тралового донного промысла. Основными объектами лова на плоской вершинной поверхности здесь являлись, прежде всего, серая нототения, формировавшая очень плотные промысловые скопления, а также в качестве объектов прилова (до 10 %) — мраморная нототения и неполовозрелый патагонский клыкач. Среднесуточный вылов рыбы в расчете на одно судно здесь составлял около 20 т. В 1980 году общая ориентировочная величина ихтиомассы была определена в пределах 33,3 тыс. т, а возможная величина годового вылова рыбы — в пределах 6,6 тыс. т.
В настоящее время банка Обь находится в зоне ответственности Конвенции АНТКОМ по охране морских живых ресурсов Антарктики. Свободный промысел рыбы на банке закрыт вследствие нерациональной эксплуатации популяций промысловых рыб донными тралами и неоднократных переловов, происходивших в последнее десятилетие прошлого века. Разрешение на промысел может быть выдано специальным решением АНТКОМ после оценки запасов и определения квоты на вылов. Вместе с тем, начиная с конца 90-х годов прошлого века, район банки известен и как один из районов несанкционированного (браконьерского) глубоководного (глубины 1000—2000 м) промысла патагонского клыкача донными ярусами.